# Turdoides altirostris
El turdoide iraquí (Turdoides altirostris) es una especie de ave paseriforme de la familia Leiothrichidae endémica de las cuentas del Éufrates y Tigris.

## Distribución
El turdoide iraquí se encuentra únicamente en las cuentas de los ríos Éufrates y Tigris, distribuido por Irak y el suroeste de Irán.